# 李鎮區 (密蘇里州普拉特縣)
李鎮區（英語：Lee Township）是位於美國密蘇里州普拉特縣的一個行政鎮區。

## 地方資料
李鎮區的面積為68.42平方千米，當中陸地面積為65.60平方千米，而水域面積為2.82平方千米。根據2020年美國人口普查的數據，當地共有人口679人，而人口密度為每平方千米9.92人。